# Aeolesthes induta
Aeolesthes induta es una especie de escarabajo del género Aeolesthes, tribu Cerambycini, familia Cerambycidae. Fue descrita científicamente por Newman en 1842.
Se distribuye por China, Indonesia, Filipinas y Vietnam. La especie se mantiene activa durante el mes de abril.